# Embraer Legacy 600
Embraer Legacy 600 (Di sản 600) là một loại máy bay phản lực thương gia bắt nguồn từ dòng máy bay phản lực thương mại Embraer ERJ 145.

## Thiết kế và phát triển
Legacy 600 dựa trên kiểu ERJ 135 rút ngắn, nhưng bao gồm tăng thêm tầm bay với thùng nhiên liệu bổ sung và cánh nhỏ, tương tự như trên ERJ 145XR. Được giới thiệu năm 2000 tại triển lãm hàng không Farnborough, Legacy có khả năng mang 16 hành khách trong cabin tiện nghi đi xa 3.050 hải lý, hoặc 8 hành khách đi xa 3.450 hải lý. Dòng Legacy cũng bao gồm Legacy Shuttle, trên thực tế là một ERJ 135 với cabin tiêu chuẩn 19 chỗ (nó không có cùng tầm bay như Legacy Executive / Legacy 600).
Legacy 600 cạnh tranh trong thị trường máy bay phản lực thương gia tầm trung. Đối thủ chính của nó trên thị trường là Canadair Challenger. Legacy 600 được bắt nguồn từ dòng máy bay phản lực vùng Embraer ERJ 145đã có, trong khi Canadair Regional Jet được phát triển bởi Bombardier từ máy bay phản lực thương gia Challenger. Cả hai dòng máy bay đều là đối thủ trực tiếp của nhau. Embraer trở thành đối thủ của Bombardier kể từ khi giới thiệu những dòng máy bay như Phenom 300 và Lineage 1000.
Trong 7 năm hoạt động, Legacy 600 đã bán được trên 130 máy bay đến  hơn 20 quốc gia. Nó có 3 khu vực ghế ngồi với 16 ghế, hoặc có 19 đến 37 ghế trong kiểu ghế của máy bay chở khách thường trên Legacy Shuttle. Trong buồng lái, Legacy cũng có bao gồm một bộ thiết bị điện tử hàng không Honeywell Primus 1000 với buồng lái kính hoàn toàn.

## Tai nạn
- 29 tháng 9 năm 2006, một chiếc Embraer Legacy EMB-135BJ của ExcelAire, số đăng ký dân dụng N600XL, va chạm với Chuyến bay 1907 của Gol Transportes Aéreos, là một chiếc  Boeing 737-800, trong khi đang bay qua bang Mato Grosso trên đường đến Manaus từ São José dos Campos. Legacy đã phải thực hiện hạ cánh khẩn cấp tại đường băng quân sự tại Cachimbo, Pará, Brasil, máy bay bị hư hại nhẹ, 5 hành khách và 2 thành viên phi hành đoàn không bị thương. Gol 737 bị rơi xuống rừng Amazon phía đông của Peixoto de Azevedo, giết chết tất cả 148 hành khách và 6 thành viên phi hành đoàn.

## Danh sách máy bay chuyển giao
| Năm                  | 2002 | 2003 | 2004 | 2005 | 2006 | 2007 | 2008 |
| -------------------- | ---- | ---- | ---- | ---- | ---- | ---- | ---- |
| Number Of Deliveries | 8    | 13   | 13   | 14   | 27   | 35   | 16   |

## Thông số kỹ thuật (Legacy 600)

### Đặc điểm riêng
- Phi đoàn: 3
- Sức chứa: 13 hành khách
- Chiều dài: 26.33 m (86 ft 5 in)
- Sải cánh: 21.17 m (68 ft 11 in)
- Chiều cao: 6.76 m (22 ft 2 in)
- Diện tích cánh: n/a
- Trọng lượng rỗng: 16.000 kg (30.000 lb)
- Trọng lượng cất cánh: n/a
- Trọng lượng cất cánh tối đa: 22.500 kg (49.604 lb)
- Động cơ: 2× Rolls-Royce AE 3007/A1P, 33.0 kN (8.810 lbs) mỗi chiếc

### Hiệu suất bay
- Vận tốc cực đại: 834 km/h (450 kt, 518 mph)
- Tầm bay: 6.060 km (3.250 nm, 3.740 mi)
- Trần bay: 12.496 m (41.000 ft)
- Vận tốc lên cao:
- Lực nâng của cánh:
- Lực đẩy/trọng lượng: 0.42:1
- Sức chứa nhiên liệu tối đa: 18.800 lb (Legacy Executive) / 11.321 lb (Legacy Shuttle)

### Máy bay có cùng sự phát triển
- Embraer ERJ 145 family
- Embraer Phenom 100
- Embraer Phenom 300
- Embraer Legacy 450
- Embraer Legacy 500
- Embraer Lineage

### Máy bay có tính năng tương đương
- Bombardier Challenger 850
- Bombardier Global Express
- Gulfstream III